# Gianfranco Folena
Gianfranco Folena (* 9. April 1920 in Savigliano; † 14. Februar 1992 in Padua) war ein italienischer Romanist, Italianist und Lexikograf.

## Leben und Werk
Folena studierte, mit einer langen Kriegsunterbrechung, in Pisa (bei Giorgio Pasquali und Luigi Russo) und Florenz. Dort promovierte er bei Bruno Migliorini mit der Arbeit La crisi linguistica del Quattrocento e l'„Arcadia“ di I. Sannazaro (Florenz 1952). Folena war nacheinander Gymnasiallehrer in Grosseto und Lucca, Mitarbeiter der Accademia della Crusca, sowie Assistent, dann Dozent an der Universität Florenz. Ab 1954 lehrte er Geschichte der italienischen Sprache (später auch Romanische Philologie) an der Universität Padua (ab 1956 als Ordinarius).
Folena gab mehrere wissenschaftliche Zeitschriften heraus und war Mitglied zahlreicher Akademien. Der Accademia della Crusca gehörte er seit 1967 als korrespondierendes, seit 1971 als Vollmitglied an. Seit 1988 war er auch korrespondierendes Mitglied der Accademia dei Lincei. 1989 wurde er zum ordentlichen Mitglied der Academia Europaea gewählt.
Gianfranco Folena war der Vater des Politikers Pietro Folena (* 1957).

## Werke

### Autor
- Vulgares eloquentes. Vite e poesie dei trovatori di Dante, Padua 1961
- Überlieferung der altitalienischen Literatur, in: Geschichte der Textüberlieferung der antiken und mittelalterlichen Literatur. Bd. 2. Überlieferungsgeschichte der mittelalterlichen Literatur, Zürich 1964, S. 319–537
- (mit Claude Margueron) Dictionnaire moderne francais-italien, italien-francais / Dizionario francese-italiano italiano-francese, Paris/Florenz 1981
- L'italiano in Europa. Esperienze linguistiche del Settecento, Turin 1983
- Culture e lingue nel Veneto medievale, Padua 1990
- (mit Erasmo Leso) Dizionario dei sinonimi e dei contrari della lingua italiana,  Mailand 1990; u. d. T. Nuovo dizionario..., 1997; u. d. T. Sinonimi e contrari, 2006, 2009
- (mit Fernando Palazzi) Dizionario della lingua italiana, Turin 1992
- Volgarizzare e tradurre, Turin 1991, 1994
- Il linguaggio del caos. Studi sul plurilinguismo rinascimentale, Turin 1991
- Filologia e umanità, hrsg. von Antonio Daniele, Vicenza 1993
- Vocabolario del veneziano di Carlo Goldoni, hrsg. von Daniela Sacco und Patrizia Borghesan, Rom 1993
- Com' a nu frete. Folena e la poesia di Albino Pierro, hrsg. von  Francesco Zambon, Potenza 1994
- Scrittori e scritture. Le occasioni della critica, hrsg. von  Daniela Goldin Folena, Bologna 1997
- Textus testis. Lingua e cultura poetica delle origini, Turin 2002

### Herausgeber
- (mit  Bruno Migliorini) Testi non toscani del Trecento, Modena 1952
- (mit  Bruno Migliorini) Testi non toscani del Quattrocento, Modena 1953
- Motti e facezie del Piovano Arlotto, Mailand/Neapel 1953, Mailand 1995
- Vergil, La istoria di Eneas vulgarizata per Angilu di Capua, Palermo 1956
- Ernesto Giacomo Parodi, Lingua e letteratura, 2 Bde., Venedig 1957
- (Vorwort zu) Carlo Passerini Tosi, Dizionario pratico della lingua italiana, Bergamo 1960
- (mit Gian Lorenzo Mellini) Bibbia istoriata padovana della fine del Trecento: Pentateuco, Giosue, Ruth, Venedig 1962
- Giorgio Pasquali, Lingua nuova e antica, Florenz 1964, 1985
- Emilio Lovarini, Studi sul Ruzzante e letteratura pavana, Padua 1965
- Caras rimas. Liriche di Raimbaut d'Aurenga e Arnaut Daniel, Padua 1967
- (mit Giambattista Pellegrini) Angelico Prati, Etimologie venete, Venedig/Rom 1968
- (Supplemento ed aggionamento. Voci nuove tecniche, scientifiche, sportive ecc) Fernando Palazzi, Novissimo dizionario della lingua italiana, Mailand 1969
- Opere di Carlo Goldoni, Mailand 1969 (unter Mitwirkung von Nicola Mangini)
- (mit Mario Mancini) La poesia trobadorica in Italia. Testi di studio, Padua 1971
- Fernando Palazzi, Novissimo dizionario della lingua italiana, Mailand 1974, 1979, 1982, 1986